# لی چیان (بازیکن تنیس روی میز)
لی چیان (انگلیسی: Li Qian؛ زادهٔ ۳۰ ژوئیهٔ ۱۹۸۶) بازیکن تنیس روی میز اهل لهستان است.
وی در مسابقات کشوری و بین‌المللی در مجموع برنده ۱ مدال برنز شده‌است.